# Rooney Mara
Patricia Rooney Mara (født 17. april 1985) er en amerikansk film- og tv-skuespiller. Hun er kendt for sine roller i A Nightmare on Elm Street, The Social Network og The Girl with the Dragon Tattoo
For rollen som Lisbeth Salander i The Girl with the Dragon Tattoo, blev hun nomineret til både en Golden Globe og en Oscar for bedste kvindelige hovedrolle.
Hun er lillesøster til skuespillerinden Kate Mara.